# SIG P226
SIG Sauer P226 је немачки полуатоматски пиштољ развијен на бази SIG P220 али са већим капацитетом оквира. Пиштољ SIG P226 је попут свог претходника, синоним за прецизност, поузданост и квалитет. Овај пиштољ је стекао велику популарност и широку распрострањеност међу цивилима, а такође је пронашао своје место и као службено оружје у многим војскама и полицијама света.
На бази пиштоља SIG P226 је развијен и домаћи ЦЗ99.